# Mary (slonice)
Mary (asi 1894 – 13. září 1916 Erwin, Tennessee) byla samice slona indického, která byla popravena za zabití člověka.
Cvičená slonice Mary vystupovala v cirkuse americké rodiny Sparksových. Na vycházce k napajedlu v Kingsportu ve státě Tennessee dne 12. září 1916 ji nezkušený krotitel Red Eldridge bodl hákem do citlivého místa za uchem a bolestí rozzuřená Mary ho na místě rozdupala. Shromážděný dav požadoval okamžité potrestání zvířete a místní kovář začal po Mary střílet z revolveru, ale kulky jí neublížily. Majitel cirkusu poté rozhodl v obavě, že by mu v okolních městech nebylo z bezpečnostních důvodů povoleno další vystoupení, aby byla Mary usmrcena. Následujícího dne bylo zvíře převezeno do železničního depa v nedalekém Erwinu a tam před očima davu asi 2500 osob pověšeno na velký jeřáb. Při prvním vyzvednutí se pod pětitunovou slonicí přetrhl řetěz a po pádu si zlomila pánev, teprve při opakovaném pokusu byla konečně usmrcena.
Dramatik George Brant napsal o osudu Mary hru Elephant's Graveyard.